# CD Alcalá
CD Alcalá is een Spaanse voetbalclub. Thuisstadion is het Estadio Francisco Bono in Alcalá de Guadaira in de provincie Sevilla in de autonome regio Andalusië. Het team speelt sinds 2004/05 in de Segunda División B.

## Historie
In 1965 debuteert CD Alcalá in het professionele voetbal. In de Tercera División verblijft het dan 5 jaar alvorens weer te verdwijnen naar het amateurniveau. In 1981 keert de club weer terug, nu voor 3 seizoenen. Daarna duurt het bijna 20 jaar tot de club terugkeert naar het laagste profniveau. In 2001 is de terugkeer redelijk succesvol met een 12e plaats. Het seizoen daarop sluit CD Alcalá af met een 4e plaats en een plek in de play-offs. Deze prestatie wordt een jaar later overtroffen met het kampioenschap en promotie naar de Segunda División B via de play-offs. Op dit niveau is Alcalá een middenmoter.

## Gewonnen prijzen
- Tercera División: 2003/04